# Чајна Гроув (Северна Каролина)
Чајна Гроув (енгл. China Grove) град је у америчкој савезној држави Северна Каролина.

## Демографија
По попису из 2010. године број становника је 3.563, што је 53 (-1,5%) становника мање него 2000. године.
| Група             | 2000.         | 2010.         |
| Белци             | 2.953 (81,7%) | 2.804 (78,7%) |
| Афроамериканци    | 252 (7,0%)    | 264 (7,4%)    |
| Азијати           | 34 (0,9%)     | 79 (2,2%)     |
| Хиспаноамериканци | 341 (9,4%)    | 353 (9,9%)    |
| Укупно            | 3.616         | 3.563         |